# Renault Rafale
Renault Rafale  — среднеразмерный кроссовер в форме внедорожника-купе, который производится французским производителем Renault с 2024 года.. Является купеобразным вариантом Renault Austral.

## История
Автомобиль Renault Rafale впервые был представлен 18 июня 2023 года на Ле-Бурже. В иерархии автомобиль занимает промежуток между Renault Austral и Renault Espace.
Автомобиль отличается, прежде всего, дизайном, разработанным Жилем Видалем. На радиаторной решётке присутствует старая эмблема Renault. Объём багажника составляет 530 литров.
Внешне автомобиль напоминает Renault Arkana. Продажи ожидаются в начале 2024 года.

## Двигатели
|                                     | Renault Rafale                                                  | Renault Rafale                                |
| E-TECH PHEV 200 RWD                 | E-TECH PHEV 300 AWD                                             |                                               |
| ----------------------------------- | --------------------------------------------------------------- | --------------------------------------------- |
| Цилиндров                           | 3                                                               | 3                                             |
| Код двигателя                       | HR12                                                            | HR12                                          |
| Охлаждение                          | Турбокомпрессор                                                 | Турбокомпрессор                               |
| Объём (см)                          | 1199                                                            | 1199                                          |
| Максимальная мощность (л. с. (кВт)) | Тепловая: 130 Электрическая: 70 (51) Комбинированная: 200 (147) | Тепловая: 130 (96) Комбинированная: 300 (220) |
| Максимальный крутящий момент (Н*м)  | Тепловой: 205 Электрический: 205 Комбинированный: 410           |                                               |
| Выбросы CO2 (г/км)                  | 105                                                             |                                               |
| Масса (кг)                          | 1653                                                            |                                               |
| ЭКО-Стандарт                        | Euro 6d-Temp                                                    | Euro 6d-Temp                                  |
| Аккумулятор                         |                                                                 |                                               |
| Тип                                 | Литий-ионный (400 В)                                            |                                               |
| Напряжение брутто (кВт/ч)           | 2,0                                                             |                                               |
| Напряжение нетто (кВт/ч)            | 1,75                                                            |                                               |